# 高雪氏症
高雪氏症（Gaucher's disease、Gaucher disease）是一種遺傳病，其會導致葡萄糖腦甘脂酵素無法順利進行新陳代謝，醣脂類大分子逐漸堆積，造成肝臟及脾臟腫大、貧血、容易出血、骨骼發育不正常。
此遺傳病的發生率為4萬分之1至10萬分之1。
遺傳方面，其遺傳方式為體染色體隱性遺傳。若父母皆帶有缺陷基因，則下一代不分性別皆有4分之1機率遺傳。
高雪氏症是溶小體儲積症中最常見的形式. 它是神經鞘脂病(溶小體儲積症的亞型)的一種,是由於神經鞘脂的代謝功能發生異常所導致.
此疾病以法國生理學家菲利普·戈谢（或译“高雪”）命名,他在1882年首次描述這種疾病.

## 外部連結
- 美國國家神經疾病及中風研究院上有關gauchers的資料
- Gauchers News （页面存档备份，存于）
- European Gaucher Alliance （页面存档备份，存于）
- National Gaucher Foundation （页面存档备份，存于）
- Children's Gaucher Research Fund （页面存档备份，存于）
- Hide & Seek Foundation For Lysosomal Disease Research （页面存档备份，存于）